# Нелюбовь (фильм, 1991)
«Нелюбо́вь» — художественный фильм, снятый режиссёром Валерием Рубинчиком в 1991 году.
По мнению исследователей, картина не только открыла дорогу в профессию сценаристу Ренате Литвиновой и актрисе Ксении Качалиной, но и стала первой лентой в «истории свободного российского кино».
Премьера состоялась в июле 1992 года.

## Сюжет
Сюжет фильма строится как череда коротких эпизодов из жизни девушки Риты (Ксения Качалина). В кинотеатре, куда героиня приходит со своим другом Ромой, она знакомится с фотографом (Станислав Любшин). Немногословный взрослый мужчина начинает ухаживания, на которые Рита легко откликается, не прерывая в то же время отношений с Ромой.
В перерывах между свиданиями молодая женщина общается с лучшей подругой Бубастисой и рассматривает журнальные снимки Мэрилин Монро; американская актриса постоянно присутствует в фильме — то в записи, то в мыслях и снах героини.
Однажды, взяв собственную фотографию, Рита на обороте фиксирует итоги своей жизни: перечисляет мужчин, с которыми встречалась, упоминает о чувстве вины перед родителями, признаётся в одиночестве, подсчитывает долги и задаёт себе вопрос: «Что делать?» В графе «Вывод» она пишет: «Ничего». Финал, где главная героиня кончает жизнь самоубийством с помощью снотворного, выстроен по абсолютной логике финала судьбы Мэрилин Монро, о страданиях которой главная героиня так много и так красиво говорит до этого. Мистический элемент, который состоит в том, что главная героиня разделась и её тело буквально исчезло из постели после смерти, тоже имеет свою логику: это логика трагического развития судьбы самой актрисы Ксении Качалиной, а так же логика идеи о неспособности многих женщин быть просто счастливыми в любви с мужчинами...без нытья и глубокомысленных раздумий.

## Сценарий
Нелюбовь, по Литвиновой, это диагноз. Это разновидность энтропии, которая кончается смертью. Если не физической, то метафизической. Об этом сценарий «Нелюбовь».
Сценарий будущего фильма был дипломной работой выпускницы ВГИКа Ренаты Литвиновой. Однако вузовская профессура, по словам драматурга, отказалась принимать «Нелюбовь»; на кафедре ей была дана отрицательная рецензия. Чтобы защититься, Литвинова трижды переписывала работу.
Вскоре с первоначальным вариантом сценария познакомился Сергей Соловьев. Режиссёру показалось, что в нём Литвинова «уловила настроение тогдашней эпохи», и он принял решение запустить «Нелюбовь» в производство. Однако снимать фильм Соловьёв не мог из-за занятости, поэтому передал сценарий Валерию Рубинчику, а позже помог картине выйти в прокат.

## Отзывы и рецензии
Большинство критиков оценивали картину «Нелюбовь» с поправкой на время создания и действия. Так, киновед Татьяна Москвина отметила, что Рита, как и другие героини ранних фильмов Литвиновой, «страдает от агрессии глубоко инвалидного мира». Обозреватель Наталья Басина («Новая газета») в рецензии, посвящённой «Нелюбви», напомнила, что начало 1990-х было временем обманутых надежд, когда «почва уходила из-под ног, а Иваны-Царевичи оборачивались Серыми Волками».
Героиня фильма вызвала полярные суждения. Если Любовь Аркус («Новейшая энциклопедия отечественного кино») сделала акцент на «безбытности и бестелесности» Риты, а также посетовала, что нигде более Ксении Качалиной не довелось сыграть такого «беззащитно-опасного вечного ребёнка», то Дмитрий Быков в статье, посвящённой мифологии труда в кино, признался, что героиня его откровенно раздражает:
Литвинова относится к своей героине весьма трезво. Рубинчик, напротив, эстетизирует героиню изо всех сил и превращает её почти в символ лучшей части поколения, ищущего, потерянного, обречённого, красивого и проч.
Отдельных оценок заслужила работа оператора: кинокритики обратили внимание на «чёрно-белое изображение с растворяющими его световыми эффектами и контрастными оранжево-синими вставками», а также пропитанность ленты «каким-то лунатическим сиянием».
«Нелюбовь» стала первым шагом к строительству того имиджа, который впоследствии стал фирменным стилем Литвиновой, убеждена Наталья Басина:
Рената проявила почти полководческую гениальность в созидании собственного культа.

## Съёмочная группа
- Валерий Рубинчик — режиссёр
- Рената Литвинова — автор сценария
- Олег Мартынов — оператор
- Ирина Калашникова — художник-постановщик
- Маргарита Пасухина — звукорежиссёр

## Роли исполняли
| Актёр               | Роль                    |
| ------------------- | ----------------------- |
| Ксения Качалина     | Рита                    |
| Станислав Любшин    | Фотограф                |
| Дмитрий Рощин       | Рома                    |
| Генриетта Егорова   | мама Ромы               |
| Ирина Шеламова      | Бубастиса, подруга Риты |
| Екатерина Щербакова | массажистка             |
| Виктор Ремизов      | водитель                |
| Александр Пожаров   | незнакомец              |

## Награды и фестивали
- Открытый Российский кинофестиваль «Кинотавр» (1992) — приз за лучшую женскую роль (Ксения Качалина)
- Международный кинофестиваль в Берлине (1992) — участие в программе «Панорама»
- «Золотой Овен» (1993) — премия за лучшую операторскую работу (Олег Мартынов)
- «Ника» (1993) — номинация «За лучшую операторскую работу» (Олег Мартынов)